# Bolton
Bolton je město a metropolitní distrikt v metropolitním hrabství Velký Manchester na severozápadě Anglie.

## Charakteristika města
Bolton se nachází 16 km severozápadně od centra Manchesteru. Je obklopený několika městy a vesnicemi, které dohromady tvoří stejnojmenný metropolitní distrikt. Město Bolton má dohromady 140 tisíc obyvatel.
Dříve spadalo pod hrabství Lancashire, ovšem po průmyslové revoluci se připojilo k Velkému Manchesteru, který je považován za největší průmyslovou oblast v Británii. Bolton je známý také velkou výrobou textilních výrobků, jejíž počátky sahají až do 15. století. Ve městě je také divadlo Octagon Theatre a Bolton Museum s galerií. Sídlí zde také jedna z nejstarších veřejných knihoven ve Spojeném království, která byla založena v roce 1850.

## Historie
První osídlení oblasti je doloženo již v době bronzové. Byly nalezeny pohřební mohyly a kamenný kruh ve vřesovištích v okolí. V období římského osídlení byly vybudovány první silnice. Existují též důkazy o saském osídlení ve formě zbytků náboženských objektů, objevenách při stavbě kostela.
Král Jindřich III. Planatagenet vydal roku 1251 listinu, kterou přiznává městu právo zřídit tržiště. V roce 1337 přišli do Boltonu tkalci z Flander a založili výrobu vlněných látek. Druhá vlna vlámských tkalců, pronásledovaných Hugenoty, se v městě usídlila v 17. století.
Během Anglické občanské války byli obyvatelé Boltonu na straně parlamentaristů. Royalisté pod vedením hraběte z Derby se dvakrát pokusili zaútočit na posádku ve městě, ale bez úspěchu. Při útocích však došlo ke krveprolití, kterému se začalo říkat Boltonský masakr. Zemřelo při něm 1500 lidí, 700 bylo uvězněno a město bylo zplundrováno.
Podobně jako v okolních městech a vesnicích v dnešní oblasti Velkého Manchesteru, nastal v 19. století mohutný rozmach textilního průmyslu. Ten byl ještě podpořen přítomností uhelných dolů v nedalekých vesnicích Little Lever a Great Lever. Ve 20. století však význam těchto dolů postupně upadal.
V roce 1911 už textilní průmysl zaměstnával asi 36 000 lidí a Bolton se stal po Manchesteru a Oldhamu třetím největším průmyslovým centrem v oblasti. Poslední závod byl postaven v roce 1927, ale poté již toto odvětví postupně upadalo, zvláště v období po druhé světové válce. Koncem 20. století textilní průmysl v Boltonu zmizel nadobro.

## Doprava
Město je dobře obsluhováno vlaky a autobusy městské dopravy. Centrem města prochází páteřní komunikace A666, v jeho blízkosti též dálnice M61.

## Sport
V městě sídlí fotbalový klub Bolton Wanderers FC. Klub byl založen v roce 1874, v té době hrál na stadionu Burnden Park, ale v roce 1997 se přestěhoval na Reebok Stadium v Horwichi. V současnosti hraje Football League Championship, která je druhou nejvyšší fotbalovou soutěží v Anglii.

## Osobnosti města
- Thomas Cole (1801-1848), americký malíř

## Partnerská města
- Le Mans, Francie (1967)
- Paderborn, Německo (1975)